# الیو سیسه
الیو سیسه (انگلیسی: Aliou Cissé؛ زادهٔ ۲۴ مارس ۱۹۷۶) بازیکن سابق فوتبال و مربی اهل فوتبال سنگال است. که برای نخستین بار سنگال را در سال ۲۰۲۲ به قهرمانی جام ملت‌های آفریقا رساند. همچنین در همان سال این تیم با هدایت وی با غلبه در ضربات پنالتی بر مصر به جام جهانی قطر راه یافت.  
سیسه چند نفر از اعضای خانواده خود را در فاجعه کشتی MV Le Joola که در سواحل گامبیا در 26 سپتامبر 2002 رخ داد، از دست داد. برای احترام به جان‌های از دست رفته، سیسه در یک مسابقه خیریه بین سنگال و نیجریه شرکت کرد که برای خانواده‌های بیش از 1000 قربانی گزارش شده، جمع‌آوری کرد. بیرمنگام سیتی، یکی از باشگاه‌های سابق او، برای خانواده‌های قربانیان پول جمع‌آوری کرد و با نمایش پرچم سنگال غول‌پیکر در جریان بازی با منچستر سیتی از سیسه تقدیر کرد.
او که در تیم ملی فوتبال سنگال نیز بازی کرده، برای این تیم در جام جهانی فوتبال ۲۰۰۲ به میدان رفته بود.ولی مصدوم شد.